# Зау-де-Кимпіє
Зау-де-Кимпіє (рум. Zau de Câmpie) — село у повіті Муреш в Румунії. Адміністративний центр комуни Зау-де-Кимпіє.
Село розташоване на відстані 286 км на північний захід від Бухареста, 33 км на захід від Тиргу-Муреша, 44 км на південний схід від Клуж-Напоки.

## Населення
За даними перепису населення 2002 року у селі проживали 2593 особи.
Національний склад населення села:
| Національність | Кількість осіб | Відсоток |
| -------------- | -------------- | -------- |
| румуни         | 1927           | 74,3%    |
| цигани         | 369            | 14,2%    |
| угорці         | 296            | 11,4%    |

Рідною мовою назвали:
| Мова      | Кількість осіб | Відсоток |
| --------- | -------------- | -------- |
| румунська | 2311           | 89,1%    |
| угорська  | 269            | 10,4%    |
| циганська | 12             | 0,5%     |